# 田舎のネズミ (1936年の映画)
『田舎のネズミ』（いなかのネズミ、原題：The Country Cousin）は、ウォルト・ディズニー・カンパニーにより制作されたアニメーション短編映画作品。シリー・シンフォニーシリーズの1編。1936年10月31日公開。第9回アカデミー賞でアカデミー短編アニメ賞を受賞した。
イソップ寓話の『田舎のネズミと町のネズミ』を原作とする。日本では劇場未公開である。

## あらすじ
都会に住むネズミのモンティから田舎のネズミのアブナーに、都会で楽しくやらないかという招待状が来た。招かれたアブナーは、大きな音を立ててしまいモンティから静かにするように注意される。アブナーはテーブルに並んだご馳走を前に目を輝かせる。アブナーはご馳走を次々と食べるが、その度に音を立てて、モンティから注意される。また、アブナーはマスタードを食べてのどがひりひりしたり、酒を飲んで酔っ払ったりしてしまう。酔ったアブナーにはモンティが3人に見えた。アブナーはゼリーに映った自分を見ながら遊ぶ。その後アブナーは、モンティの静止を振り切り、猫に喧嘩を売って、怒らせてしまう。逃げる過程で、アブナーは人に踏みつぶされそうになったり、車道に出て、車、バイク、電車に轢き殺されそうになったりする。都会の恐ろしさを知ったアブナーは、一目散に田舎へ帰って行った。

## 登場人物
モンティー (Monty Citymouse)
都会に暮らすネズミ。シルクハットとタキシードを身に着けている。食事中に音を立てるアブナーをしばしば注意する。
アブナー (Abner Countrymouse)
田舎で暮らすネズミ。麦わら帽子とオーバーオールを身に着けている。モンティーの従兄弟。世間知らずで、怖いもの知らずで、能天気な性格。

## スタッフ
- 監督 - ウィルフレッド・ジャクソン
- 原案 - ラリー・クレモンズ
- 音楽 - リー・ハーライン
- アニメーター - ジャック・ハナー（英語版）、レス・クラーク、アート・バビット、サイ・ヤング（英語版）、他

## 絵本
- 小沢正、西岡たかし、山口俊和、片山径子『いなかのねずみ』講談社〈ディズニー名作童話館⑮〉、1988年5月17日。ISBN 4061942654。

## 備考
1. ↑  「スタア 6(17)(126)」国立国会図書館デジタルコレクション
2. ↑  “シリー・シンフォニー　田舎のねずみ”.  武蔵野美術大学. 2018年10月1日閲覧。